# Fürstentum Babenhausen

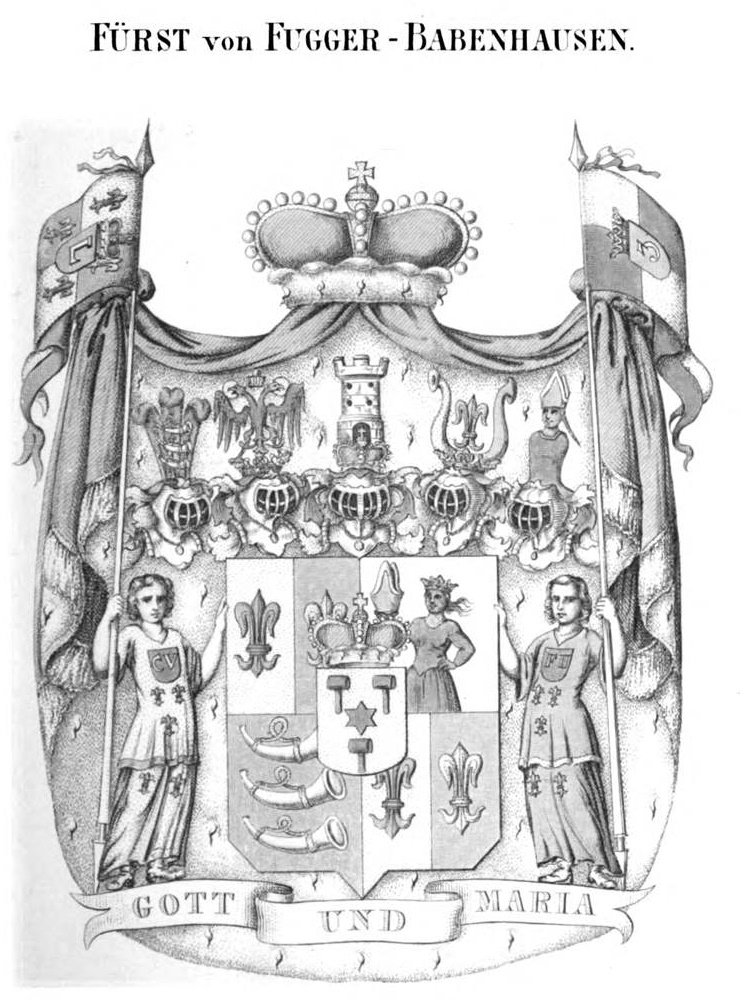
Wappen der Fugger-Babenhausen

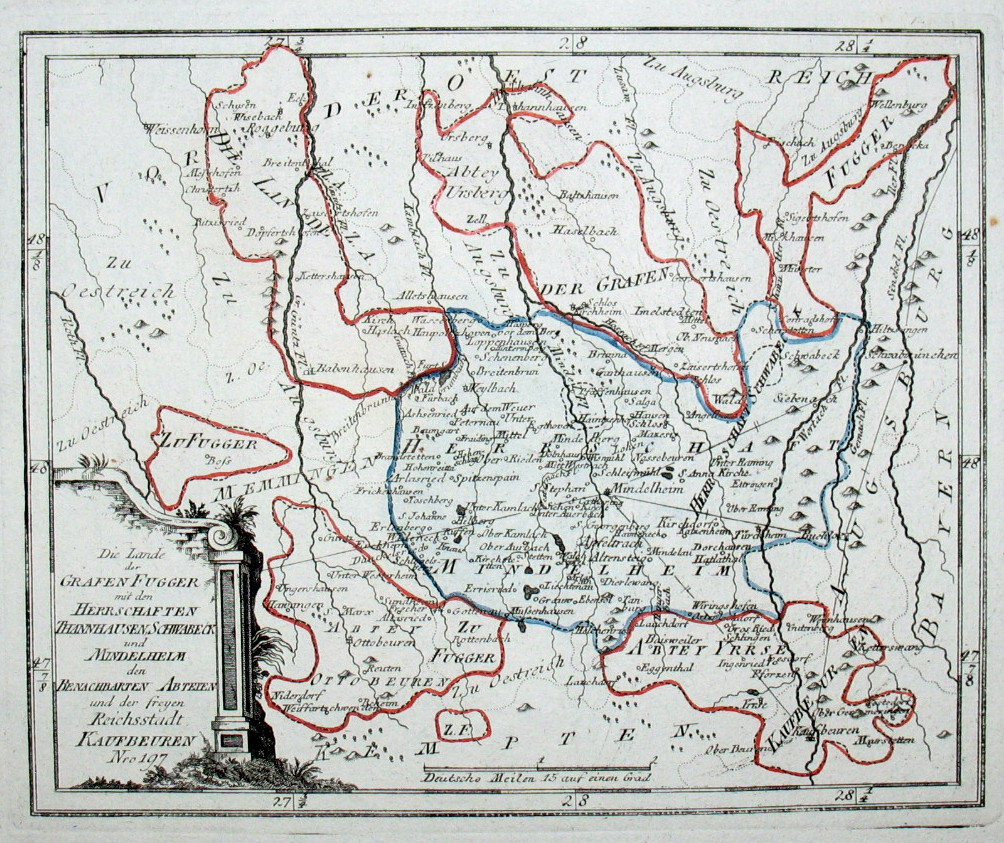
Die Lande der Grafen Fugger (Franz Johann Joseph von Reilly, 1792/3)

Das Fürstentum Babenhausen der Fugger von Babenhausen war ein zwischen 1803 und 1806 bestehendes Fürstentum innerhalb des Heiligen Römischen Reiches im heutigen Landkreis Unterallgäu. Einziger regierender Fürst war Anselm Maria Fugger von Babenhausen.

## Geographie
Das Fürstentum lag  im heutigen Landkreis Unterallgäu und hatte seine Residenz im Fuggerschloss Babenhausen.
Das Fürstentum erstreckte sich über 52 Quadratkilometer und zählte ca. 11.000 Einwohner. Es umfasste drei Territorien: die Herrschaft Babenhausen sowie die Herrschaften Boos und Kettershausen.
Nicht in die Landeshoheit des Fürstentums eingegliedert waren weitere im Besitz der Fugger von Babenhausen befindliche Reichsherrschaften wie die Herrschaften Rettenbach, Wellenburg und Biberbach. Sie wurden aber als Oberämter in Fugger’schen Besitz dem Fürstentum patrimonialgerichtlich zugeordnet.

## Geschichte

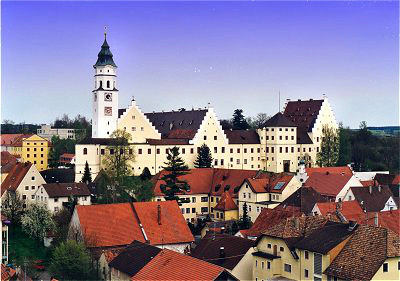
Fuggerschloss in Babenhausen

### Vorgeschichte
Die Fugger sind ursprünglich ein schwäbisches Kaufmannsgeschlecht, das seit der Einwanderung Hans Fuggers aus Graben im Jahr 1367 in der Reichsstadt Augsburg ansässig war. Jakob Fugger „der Reiche“ wurde 1514 zum Reichsgrafen erhoben; sein Neffe und Nachfolger als Firmenchef, Anton Fugger, stieg 1530 ebenfalls zum Reichsgrafen auf; 1538 erwarb er das seit 1237 existierende Schloss Babenhausen samt zugehöriger Herrschaft und ließ es 1541 völlig umbauen. Dessen jüngster Sohn Jakob (1542–1598) begründete den Zweig Fugger-Babenhausen. 1583 erhielt er mit seinen Brüdern die Reichsstandschaft im Schwäbischen Reichsgrafenkollegium, sowie die Kreisstandschaft im Schwäbischen Reichskreis. Durch das Aussterben der Linie Fugger-Boos (1777) konnten die Fugger-Babenhausen die Hauptmasse der Besitzungen des Jakob Fugger (1542–1598) begründeten Familienastes wieder zusammenfassen.
Um 1800 bestand im Reichsfürstenrat ein Ungleichgewicht zugunsten der evangelischen Reichsfürsten. Der kaiserliche Hof hatte das Bestreben, dies zu ändern. So ließ er ausstreuen, dass er unter Umständen katholische Reichsstände in den Reichsfürstenstand erheben könnte. Diese Erhöhung sollte allerdings nicht kostenlos erfolgen. Bei den desolaten finanziellen Verhältnissen Graf Anselm Maria Fugger von Babenhausen war die geforderte Summe von 20.000 Gulden horrend. Anselm Maria war es dennoch wichtig, die Chance bei der Neuordnung des Reiches mit dem Reichsdeputationshauptschluss beim Schopf zu ergreifen.

### Gründung des Fürstentums
1803 wurde so aus den Fugger’schen Herrschaften Babenhausen, Boos und Kettershausen das Fürstentum Babenhausen gebildet, Graf Anselm Maria Fugger von Babenhausen wurde vom letzten Kaiser des Heiligen Römischen Reichs deutscher Nation, dem Habsburger Franz II., in den erblichen Reichsfürstenstand erhoben. Geplant war, dass mit dieser Erhöhung auch ein Sitz mit Virilstimme im Reichsfürstenrat verbunden war. Dies kam aber wegen der Entwicklung der nächsten Jahre nicht mehr zur Ausführung.
Anselm Marias Bemühen bestanden nunmehr darin, durch möglichst viele Aktivitäten die Zukunft seines nunmehrigen Fürstentums zu sichern. Durch Aktivitäten im Schwäbischen Kreis und im schwäbischen Reichsgrafenkollegium versuchte er dies mit Gleichgesinnten. Im 3. Koalitionskrieg im Herbst 1805 versuchte er vergeblich mit seinen Kollegen, die Unabhängigkeit zu bewahren und die Kriegslasten zu verringern.
Mit dem Abschluss der Rheinischen Bundesakte vom 12. Juli 1806 und dem damit verbundenen Ende des Reiches war das Ende der kleineren Reichsstände und damit auch des Fürstentum Babenhausen besiegelt. Die Fugger von Babenhausen unterwarfen sich letztlich freiwillig dem bayerischen Staat und konnten so vertraglich einige Reservatrechte für sich sichern. Am 15. September 1806 nahm das Königreich Bayern das Fürstentum Babenhausen formell in Besitz. Die übrigen damals blühenden Fuggerlinien (Fugger zu Kirchberg und Weißenhorn sowie Fugger-Glött, Fugger-Kirchheim und Fugger-Nordendorf) hatten sich bereits kurz zuvor freiwillig bayerischer Souveränität unterworfen. Die links der Iller gelegenen Besitzungen der Linie Kirchberg-Weißenhorn fielen 1810 an Württemberg.

### Nach der Inbesitznahme durch Bayern
In den Jahren 1806 und 1807 versuchte Anselm Maria das Los seines Fürstentums und seiner übrigen Herrschaften unter der bayerischen Krone zu verbessern. Ihm wurden jedoch im Wesentlichen nur die gleichen Rechte wie den übrigen von Bayern besetzten vormals kleineren weltlichen Reichsständen, den Mediatisierten, zugestanden. 1808 erhielt er als Thronlehen das Hofamt eines bayerischen Kronoberstkämmerers. 1807 bewarb er sich um das Amt des bayerischen Generallandeskommissärs in Ulm.
Im Zusammenhang mit den Vorbereitungen für den Wiener Kongress sah Anselm Maria wieder seine Chance gekommen. Am 5. Juni 1814 schickte er Kaiser Franz I. von Österreich eine von ihm anonym verfasste Denkschrift unter dem Namen „Materialien zu Germaniens Wiedergeburt als Beytrag zu den Beherzigungen des Wiener Kongresses von einem deutschen Fürsten entworfen.“ Nachdem die Autorenschaft bekannt geworden war, fiel Anselm Maria in Bayern in Ungnade. Er verlor sein mittlerweile erworbenes bayerisches Kreiskommando im Illerkreis. Außerdem erhielt er ein Verbot, bei Hofe in München zu erscheinen.
Das 1813 gebildete Fugger’sche Herrschaftsgericht I. Klasse in Babenhausen bestand noch bis 1848. Dem Herrschaftsgericht stand im ehemaligen Fürstentum die Ausübung der Distrikts- und der Ortspolizei („Polizei“ im Sinn von allgemeiner Verwaltung) sowie die volle bürgerliche Gerichtsbarkeit als Befugnis zu, in den übrigen Herrschaften wirkten sie nur als Patrimonialgerichte.
Babenhausen war dann nach der Revolution 1848 Sitz einer Gerichts- und Polizeibehörde bis 1852, dann eines bayerischen Landgerichts.